# La Perla (Puerto Rico)
La Perla és una comunitat ubicada al costat de la muralla nord del Vell San Juan, Puerto Rico, amb una extensió 600 metres al llarg de la costa rocosa Atlàntica i al costat est del Cementiri Santa María Magdalena de Pazzis i avall del carrer Norzagaray.
La Perla va ser establerta a finals del segle xix, inicialment com el lloc d'un escorxador perquè la llei requeria que aquests establiments s'havien d'establir lluny del centre principal de la comunitat i fora de la muralla.
La Perla té tres punts d'accés, un a través del cementiri, un en el costat est i un a través d'una passarel·la en el centre de la muralla nord. Té una població de 338 habitants en una àrea de 66.914 m². Els principals carrers de La Perla són Tiburcio Reyes, San Miguel, Bajada Matadero, Lucila Silva i Augustin O Aponte.

## La Perla en la cultura popular
El 1978, el cantant de salsa Ismael Rivera va fer una cançó, escrita pel compositor Catalino Curet Alonso, feta en honor d'aquesta comunitat.
El 2006, la cantant canadenca Nelly Furtado juntament amb el membre de Calle 13 Residente va filmar a La Perla un vídeo musical per No hay igual. La Perla fou el lloc real del barri fictici «La Esmeralda» descrit al treball sociològic d'Oscar Lewis «La Vida; A Puerto Rican Family In The Culture Of Poverty» (1966) que descriu les vides dels habitants de barris marginals porto-riquenys.
El 2009, el grup de Reggaeton Calle 13 va fer una altra cançó anomenada La Perla, en col·laboració amb Rubén Blades.
El 2016 es va gravar a La Perla el vídeo musical de «Despacito», cançó de Luis Fonsi dedicada a Puerto Rico amb la participació del cantant Daddy Yankee i la model porto-riquenya Zuleyka Rivera.
L'obra de teatre "la Carreta" de René Marqués i la novella postmoderna "Estats Units d'Banana" de Giannina Braschi tenen lloc a la Perla.

## Galeria fotogràfica

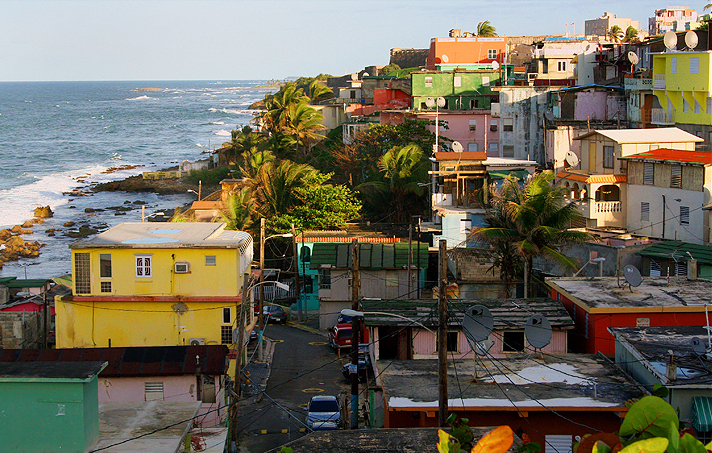
Comunitat de La Perla, al barri del Vell San Juan
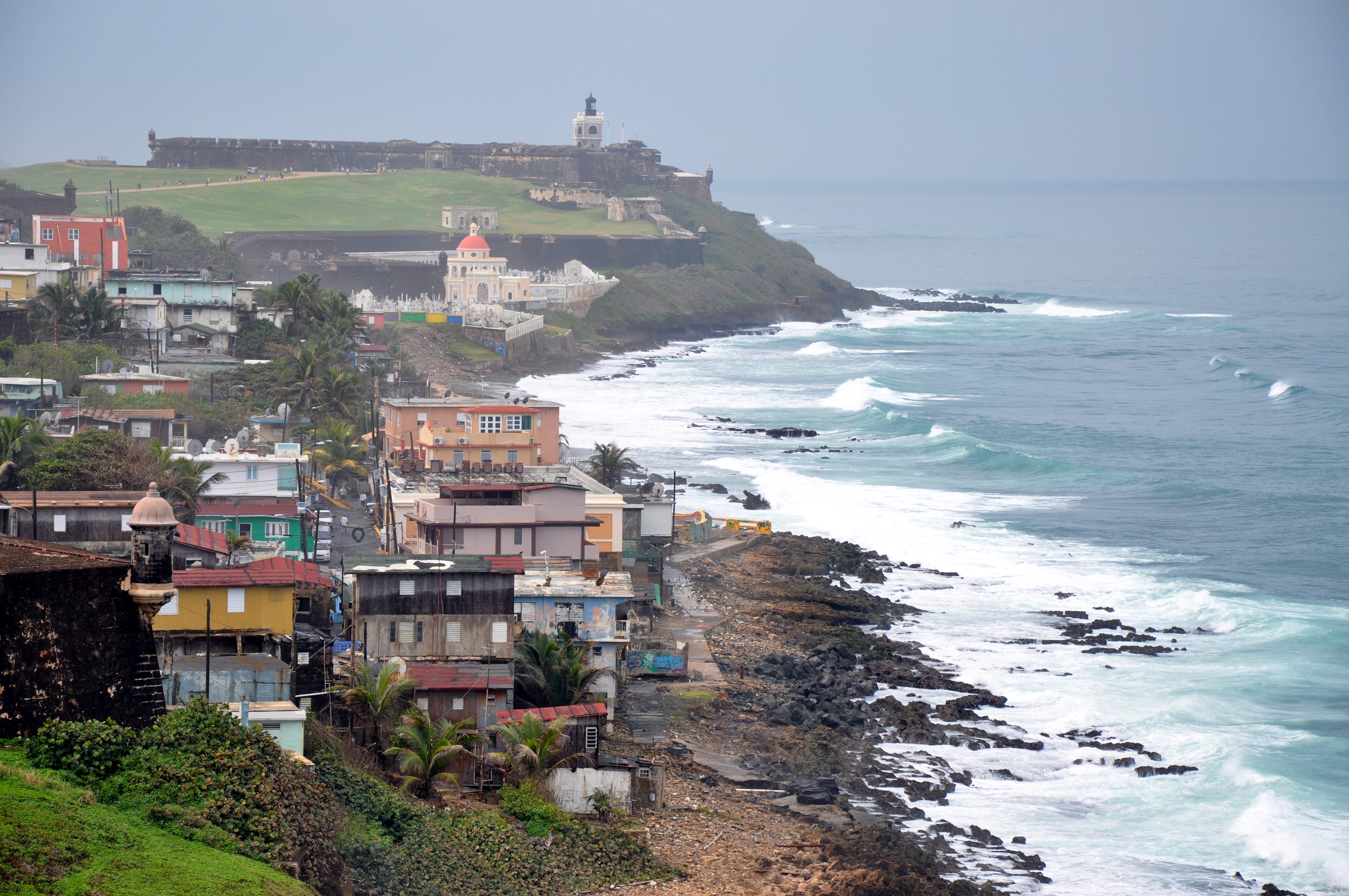
La Perla, en primer terme, amb el Castillo de San Felipe Morro al fons, i el Cementiri Santa María Magdalena de Pazzis